# Reka Orsi Toth
Reka Orsi Toth (* 12. Februar 1999 in Budapest) ist eine italienische Volleyball- und Beachvolleyballspielerin. Sie wurde 2024 italienische Meisterin.

## Karriere
Mehrere Top-Ten-Platzierungen bei Junioreneuropa- und Weltmeisterschaften erreichte die jüngere Schwester von Viktoria Orsi Toth gemeinsam mit Chiara They. Herausragend war dabei die Finalteilnahme bei der U20-Europameisterschaft auf Vulcano, einer Insel vor der Nordküste Siziliens. Parallel zum Sport im Sand bestritt Reka Orsi Toth in der Saison 2018/19 in ihrem ersten Studienjahr neunzehn Spiele als Außenangreiferin für die Hallenvolleyballmannschaft der Coastal Carolina University.
Nach überschaubaren Ergebnissen mit verschiedenen Beachpartnerinnen in den Jahren 2019 bis 2021 entschieden sich die beiden Schwestern Reka und Viktoria, in der folgenden Saison ein gemeinsames Duo zu bilden. Sie erreichten bei Future-Turnieren in Madrid und Cervia dritte Plätze. Erstes Highlight ihrer gemeinsamen Karriere sollten eigentlich die Beachvolleyball-Weltmeisterschaften 2022 werden. Im ersten Spiel gelang den italienischen Athletinnen ein Zweisatzsieg über die höher gesetzten Brasilianerinnen Taiana Lima und Hegeile Almeida dos Santos. Auch in der zweiten Begegnung gegen die späteren deutschen Bronzemedaillengewinnerinnen Cinja Tillmann und Svenja Müller ging der Sieg im ersten Satz an die Orsi Toth Schwestern. Im zweiten Durchgang beim Stand von 1:1 verletzte sich allerdings Viktoria so schwer, dass die beiden gebürtigen Budapesterinnen nicht nur dieses Spiel kampflos abgeben mussten. Sie konnten kein weiteres Spiel mehr bei diesem Event bestreiten, sodass sie am Ende der WM den geteilten 37. Platz belegten.
Nachdem sich die Verletzung ihrer älteren Schwester als so schwer erwies, dass sie auch nicht an der Europameisterschaft in München teilnehmen konnte, entschied sich Reka Orsi Toth, mit Sara Breidenbach bei der EM anzutreten. Die beiden Italienerinnen verloren ihr erstes Gruppenspiel gegen ihre Landsfrauen Marta Menegatti und Valentina Gottardi, bezwangen jedoch anschließend zunächst die Ukrainerinnen Ewhenyja Bajewa und Tetjana Lasarenko sowie in der ersten Hauptrunde die Finninnen Taru Lahti und Anniina Parkkinen. Im Achtelfinale besiegten die späteren spanischen Halbfinalistinnen Daniela Álvarez und Tania Moreno jedoch die italienischen Athletinnen, sodass die in der Abschlusstabelle der EM den geteilten neunten Rang belegten.
2023 bestritten die Orsi Toths noch gemeinsam einige Turniere der Pro Tour. Bestes Resultat war der dritte Rang beim Futures in Cervia. Noch besser lief es für die jüngere Schwester mit ihrer neuen Partnerin Giada Bianchi. Silber beim gleichwertigen Wettbewerb in Messina sowie Gold bei den Mittelmeer-Strandspielen war die Ausbeute. Zwischenzeitlich trat Reka Orsi Toth mit Michela Lantignotti bei den italienischen Meisterschaften an, die in mehreren Etappen ausgetragen wurden. Bei der Abschlussveranstaltung standen die beiden zwar im Finale, konnten jedoch aufgrund der vorherigen Ergebnisse nicht um in den Kampf um die zwei vorderen Plätze eingreifen. 2024 spielte Orsi Toth ausschließlich mit Bianchi, mit der sie auch gemeinsam an der Florida International University studierte. Für die Golden Panthers siegten sie in ihrem Senior-Jahr als topgesetztes Team ihrer Bildungsstätte dreißig Mal bei nur drei Niederlagen. Für diese Leistung wurden sie ins All-CUSA First Team und in First Team AVCA All-American berufen. Weitere Erfolge der Saison außerhalb des Unisports waren bei Futures Gold in Corigliano-Rossano, Silber in Battipaglia sowie Bronze in Cervia und Messina, Achtelfinalteilnahmen bei der Europameisterschaft und beim Elite16 in Hamburg. Bei der Meisterschaft ihres Heimatlandes konnten sie drei von sieben Etappen gewinnen. Nach dem Sieg bei der letzten Veranstaltung waren sie zum ersten Mal gemeinsam italienische Meisterinnen.

## Auszeichnungen
- 2021: All-WCC Beach Volleyball First Team[5]
- 2024: All-CUSA First Team
- 2024: First Team AVCA All-American